# Sätravallen
Sätravallen är ett naturreservat i Linköpings kommun i Östergötlands län.
Området är naturskyddat sedan 1996 och är 10 hektar stort. Reservatet omfattar branter ner mot en bäck och stranden av Sätrasjön. Reservatet består av äldre lövskog med inslag av äldre barrskog och igenväxande hagmark.